# Gare de Châtelet - Les Halles
Pour les articles homonymes, voir Châtelet.
« Châtelet les Halles » redirige ici.  Pour l'album de Florent Pagny, voir Châtelet les Halles (album).
La gare de Châtelet - Les Halles est une gare ferroviaire française située dans le 1er arrondissement de Paris.
Elle est mise en service en 1977 par la Régie autonome des transports parisiens (RATP). C'est une gare intégralement souterraine et située en plein cœur de la capitale, desservie par trois lignes du réseau express régional d'Île-de-France (RER) et offrant une correspondance avec cinq lignes de métro.
Elle est la plus grande gare souterraine du monde,.

## Situation ferroviaire
La gare de Châtelet - Les Halles est située au point kilométrique (PK) 22,20 de la ligne A du RER, entre Auber et Gare de Lyon.

Elle est aussi située au PK 2,42 de la ligne B du RER, entre Gare du Nord et Saint-Michel - Notre-Dame, et de la ligne D du RER, entre Gare du Nord et Gare de Lyon.

## Historique
Depuis la décision du roi Louis VII de 1137 d’implanter un marché sur le lieu-dit des Champeaux, l'activité commerciale n'a cessé de se développer dans ce qui est devenu le quartier des Halles. Sous l'impulsion du préfet Rambuteau qui lance en 1842 les études pour un réaménagement complet des Halles qui gardaient leur trame du Moyen-Âge, l’architecte Victor Baltard construit entre 1854 et 1870 dix pavillons de fer, de fonte et de verre, dits « pavillons Baltard ». À la fin des années 1950, la croissance démographique fait atteindre ses limites au marché de gros des Halles : en 1959, l’État décide son transfert vers le M.I.N. de Rungis dont le marché ouvre dix ans plus tard. Le démontage des Halles Baltard est effectué entre 1971 et 1973. Une ZAC est créée en 1971 qui voit la création de la gare et du centre Georges Pompidou en 1977. Le centre commercial du Forum des Halles est inauguré en 1979. Le « trou des Halles » demeure plusieurs années alors que plusieurs projets d'aménagement restent infructueux. La partie aérienne du Forum, avec ses contestés « parapluies » de Jean Willerval, est finalement achevée en 1983, avant d'être remplacés dans les années 2010 par La Canopée de Patrick Berger.
La gare est ouverte le 9 décembre 1977 en étant desservie par les RER A et B. Le 27 septembre 1987, le RER D dessert à son tour la gare. C'est la seule gare exploitée par la RATP à être desservie par la ligne D.

### Rénovation
Au cours des années 2010, la gare est profondément rénovée, tout en restant ouverte aux voyageurs, ces travaux de rénovation qui ont débuté en 2011 s'achèvent en 2017. La mise en service de la salle d’échanges restructurée et rénovée a eu lieu en 2017, avec un an de retard sur le planning initial.
Le principal problème de la gare est constitué par les accès effectués par le centre commercial du forum des Halles. Ces accès ralentissent la pénétration et la fluidité de la circulation : le meilleur exemple est le principal accès dénommé par certains le « tube ». Sur cet accès, très long, l'éclairage est faible, l'éclairage de secours est réduit au strict minimum et aucune issue de secours n'est prévue à l'intérieur.
La gare souterraine fait en conséquence l'objet d'une requalification majeure dans le cadre du projet de réaménagement urbain du quartier des Halles avec la réalisation de la Canopée par Patrick Berger et Jacques Anziutti.
Les points principaux en sont :
- la création d'un nouvel accès à la salle d'échanges depuis la place Marguerite-de-Navarre (sortie Saint-Honoré), ouvert le 5 mai 2017[8], en plus du « tube Lescot » rénové ;
- la création d'un nouvel accès via la porte Rambuteau du Forum des Halles. L'accès, qui relie la salle d'échange au niveau –3 du Forum est accessible depuis 2014[9] ;
- le prolongement du système d’escalators des portes Berger et Rambuteau du niveau –3 au niveau –4 démultipliant et facilitant les déplacements entre le centre commercial et la salle d'échanges ;
- l'agrandissement et la rénovation de la salle d'échanges : suppression du faux plafond, amélioration de l'éclairage et de l'information et adjonction d'une galerie latérale.

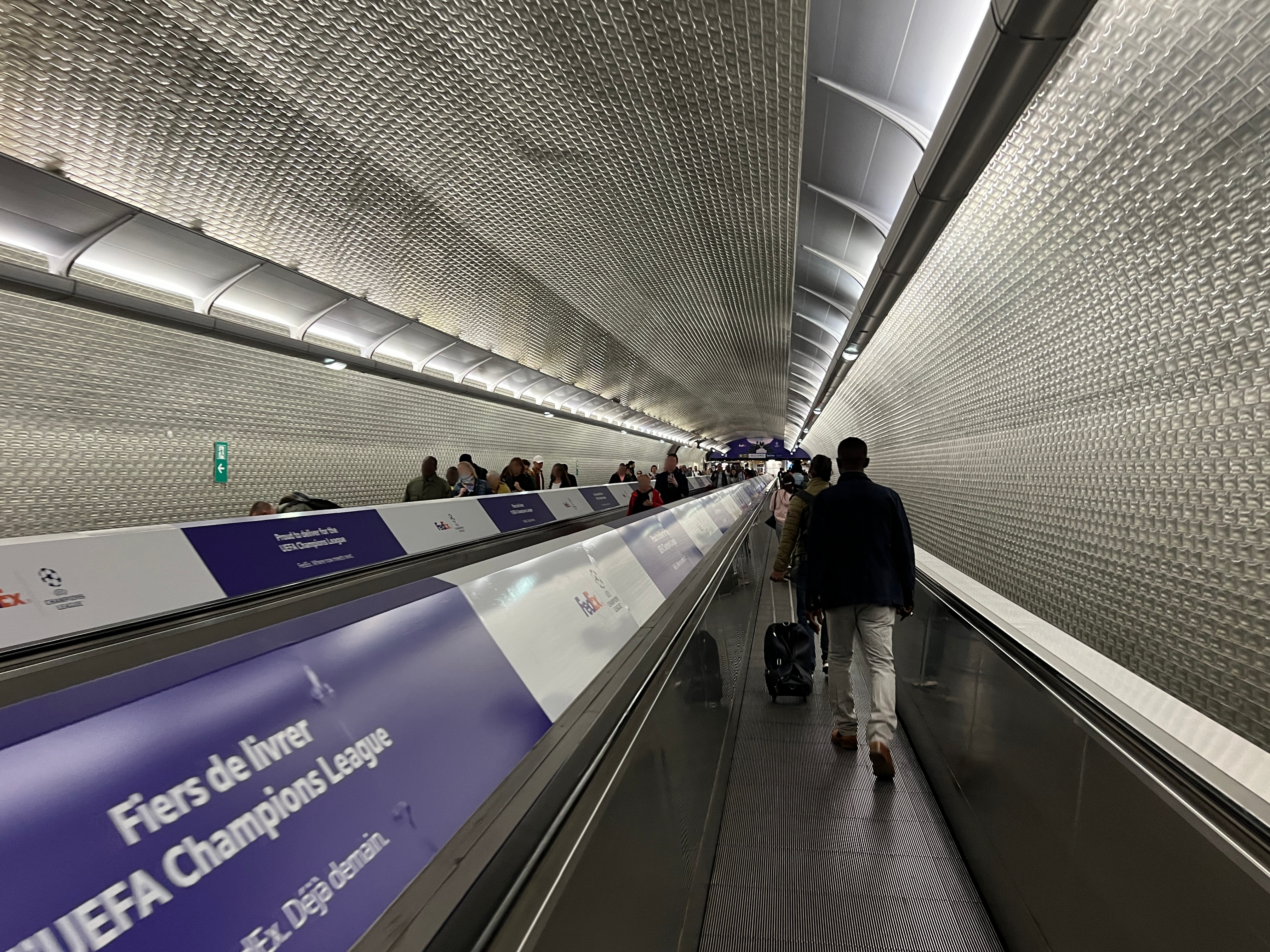
Couloir Secteur Rivoli.

Pour les revêtements muraux, des parements de verre opaque se substituent aux carreaux de céramique de diverses couleurs. De nouveaux carreaux en verre — au format du traditionnel carreau de faïence du métro — réalisés à la verrerie de Passavant-la-Rochère, sont installés à la place.

### Fréquentation
En 2019, selon les estimations de la RATP, donc au titre des lignes A et B du RER, 33 581 162 voyageurs sont entrés dans cette gare.
Selon la RATP, il s'agit de la plus grande gare souterraine d’Europe, ou du monde selon d'autres sources, qui intègrent les stations de métro Châtelet et Les Halles dans cette affirmation,,,.

## Service des voyageurs

### Accueil
La gare se trouve au-dessous du centre commercial du Forum des Halles et de La Canopée. Elle forme avec les stations de métro Châtelet et Les Halles un vaste réseau souterrain. Le couloir de correspondance avec la station de métro Châtelet est équipé de trois tapis roulants parallèles de plus de 150 mètres de long.
La gare est équipée de guichets RATP à plusieurs accès, parfois en commun avec ceux du métro et de nombreuses boutiques dans les couloirs de correspondance et la plate-forme située au-dessus des quais. Un accueil RATP et un poste de police sont également implantés sur cette plate-forme.
La salle des échanges héberge une sculpture en bronze, Énergies, œuvre créée en 1977 par l'artiste Pierre-Yves Trémois.

### Quais

Schéma des lignes de RER et des quais desservis.

Agencement souterrain des différentes lignes de métro et RER de Châtelet — Les Halles.

Les voies ferrées des trois lignes du réseau express régional sont toutes orientées parallèlement à un axe nord-ouest - sud-est présentant un angle d'environ cinq degrés par rapport à un axe nord-sud. Les sept voies desservent quatre quais :
- quai 1 : 
  - la voie 1A pour les trains de la ligne A en direction de l'est ;
  - la voie 1B pour les trains de la ligne B en direction du sud ;

- quai 3 : 
  - la voie 3 pour les trains de la ligne D en direction du sud en situation normale, et pour les trains de la ligne B en direction du sud en situation perturbée ;
  - la voie Z (nommée 3Z sur ce quai) pour les trains de la ligne D en direction du sud ou du nord en situation perturbée ;

- quai 4 : 
  - la voie Z (nommée 4Z sur ce quai) pour les trains de la ligne D en direction du sud ou du nord en situation perturbée ;
  - la voie 4 pour les trains de la ligne D en direction du nord en situation normale, et pour les trains de la ligne B en direction du nord en situation perturbée ;

- quai 2 : 
  - la voie 2B pour les trains de la ligne B en direction du nord ;
  - la voie 2A pour les trains de la ligne A en direction de l'ouest.

Les deux quais centraux sont réservés aux trains de la ligne D tandis que les quais situés sur les bords latéraux est et ouest sont réservés aux trains des lignes A et B. Pour ces dernières, la correspondance peut s'effectuer sur le même quai selon les destinations. La voie de la ligne A en direction de la gare de Lyon et la voie de la ligne B en direction de Saint-Michel - Notre-Dame sont ainsi toutes les deux situées sur le quai est. Inversement, la voie de la ligne B en direction de la gare du Nord et la voie de la ligne A en direction d'Auber sont toutes les deux situées sur le quai ouest. Alors que les voies de la ligne B longent de part et d'autre celles de la ligne D, les voies de la ligne A sont situées sur les côtés est et ouest. Sur chaque quai, les trains roulent dans la même direction. Ainsi, dans les emprises de la gare, les trains en direction de la gare du Nord roulent du sud-est au nord-ouest et ceux en direction de Saint-Michel du nord-ouest au sud-est.

### Desserte
La gare est desservie par les trains des lignes A, B et D du RER. Elle est ainsi directement accessible depuis de nombreuses gares d’Île-de-France.
La gare de Châtelet - Les Halles est desservie à raison (pour chaque sens) :
- sur la ligne A, de 15 trains par heure aux heures creuses du lundi au vendredi et de 24 à 30 trains par heure aux heures de pointe ces mêmes jours, de 12 trains par heure le samedi et le dimanche et de 8 trains par heure en soirée tous les jours ;
- sur la ligne B, de 12 trains par heure aux heures creuses, de 20 trains par heure aux heures de pointe et de 8 trains par heure en soirée, tous les jours ;
- sur la ligne D, de 6 à 8 trains par heure aux heures creuses du lundi au samedi, de 4 trains par heure le dimanche, aux heures de pointe de 12 trains par heure et en soirée de 2 à 4 trains par heure.

### Intermodalité
La gare permet la correspondance avec cinq lignes de métro, et constitue, avec les 3 lignes de RER, le nœud central du réseau de transport en commun d'Île-de-France. Aux deux extrémités de la gare, les correspondances sont établies de la façon suivante :
- au sud, avec la station Châtelet des lignes 1, la 4, 7, 11 et 14 ;
- au nord, avec la station Les Halles de la ligne 4.

En surface, sur les voies publiques à proximité, la gare est desservie par les lignes 21, 38, 47, 58, 67, 69, 70, 72, 74, 75, 76, 85 et 96 du réseau de bus RATP et, la nuit, par les lignes N11, N12, N13, N14, N15, N16, N21, N22, N23, N24, N122 et N123 du réseau de bus Noctilien.

Galerie de photographies
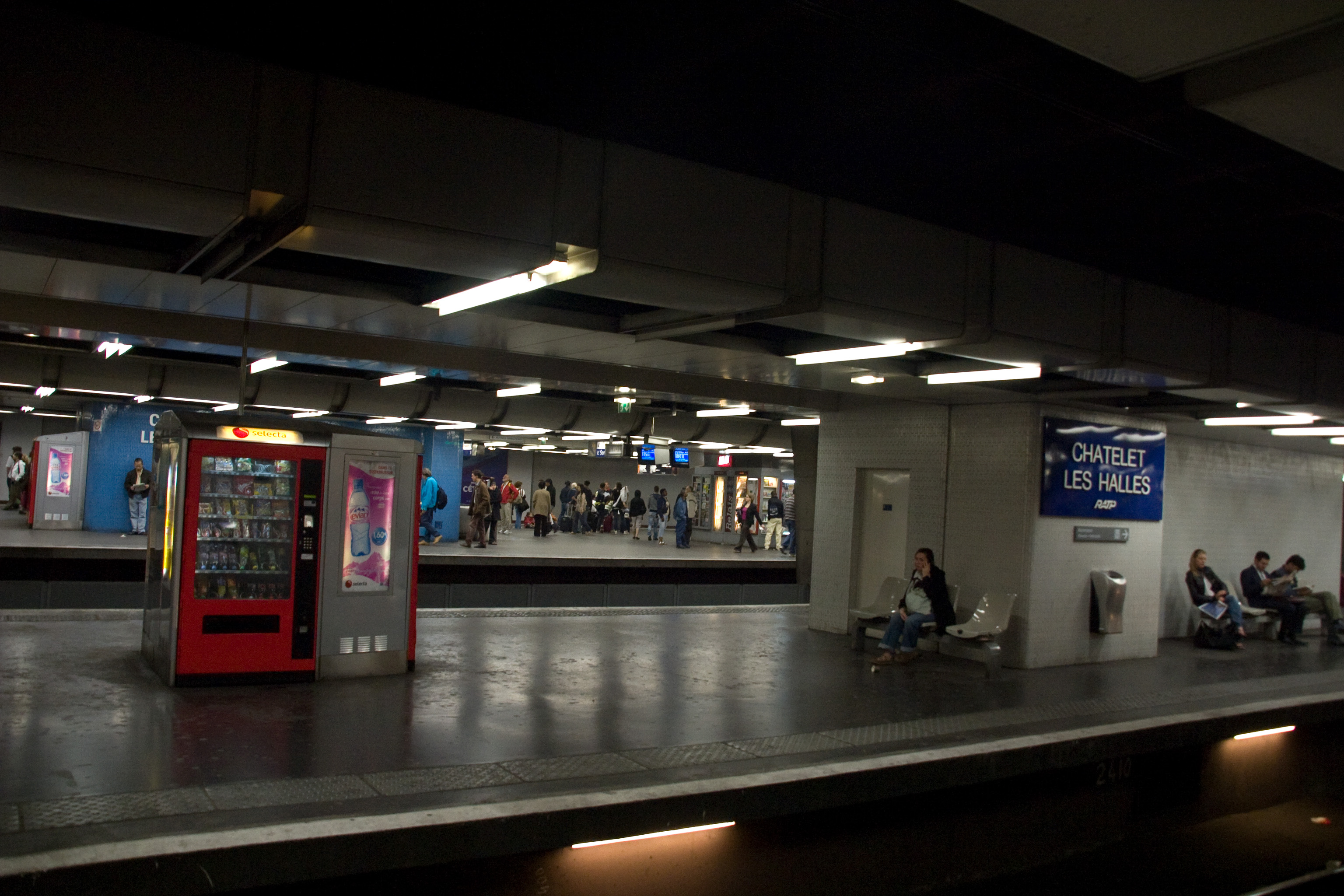
Vue de quai à quai.
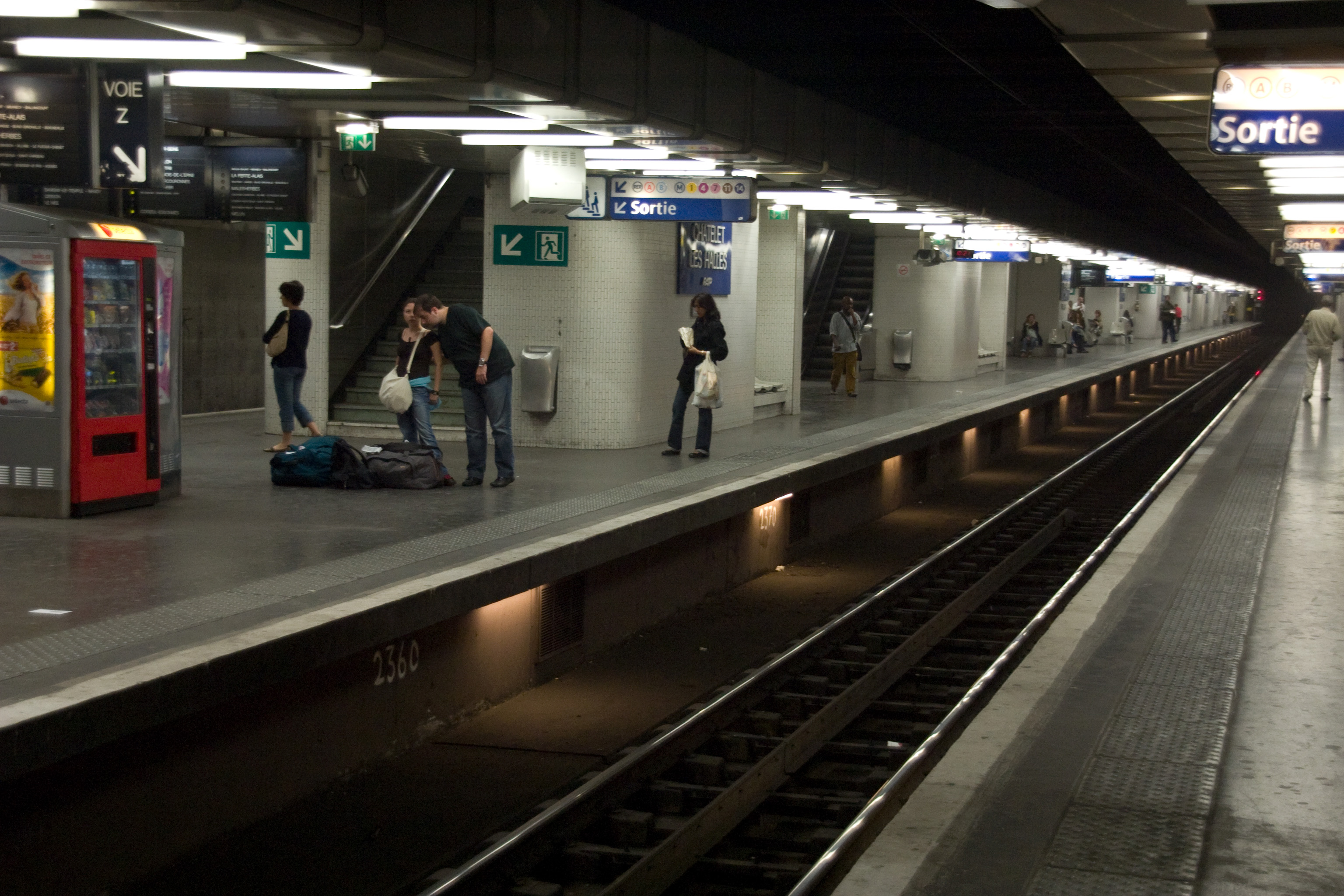
Vue de la voie Z (RER D).
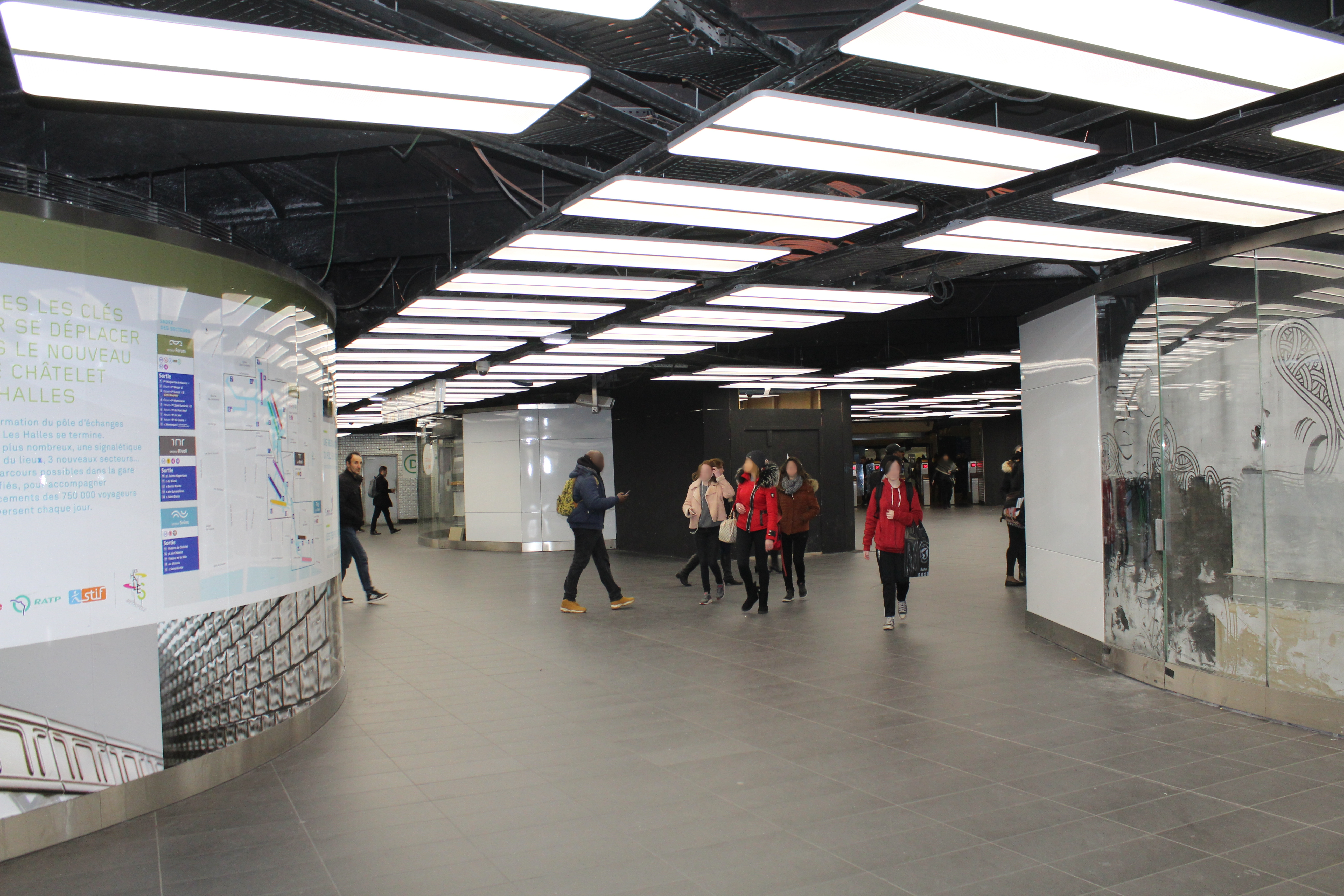
Salle d'échanges du RER.
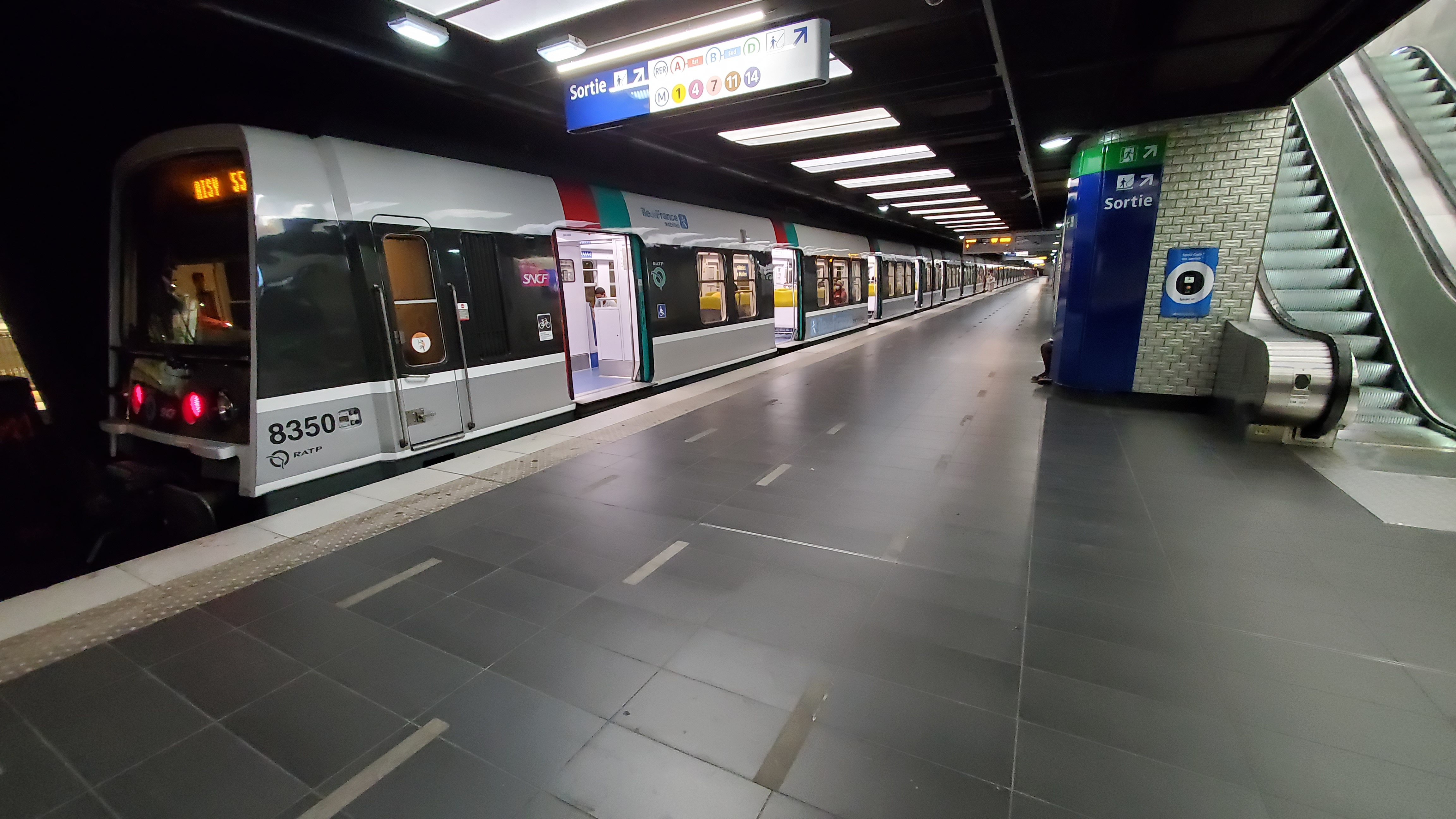
Train MI 84 dans la gare rénovée.
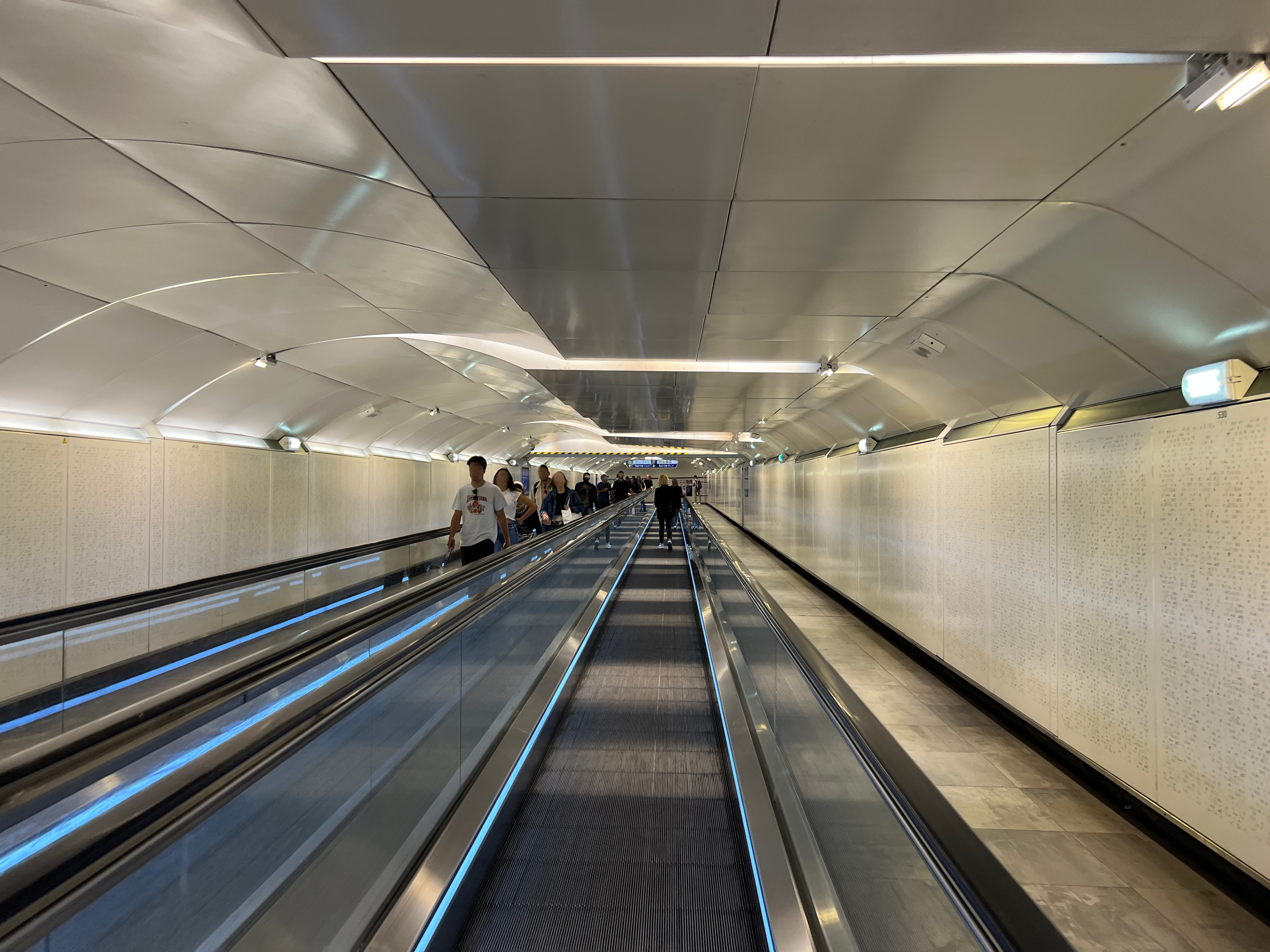
Couloir Secteur Seine.
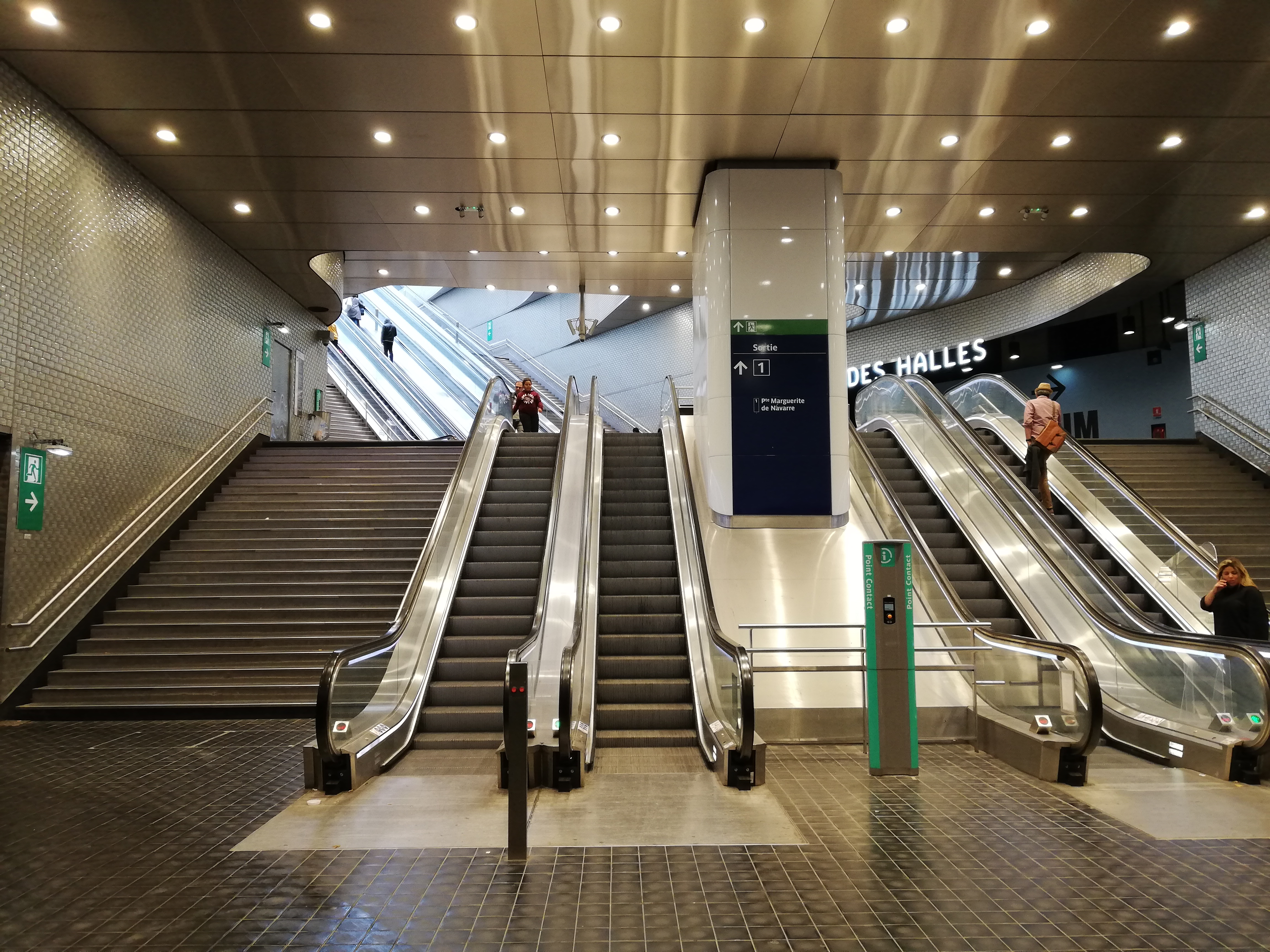
Sortie Porte Marguerite de Navarre.

## Appréciation des consommateurs
Selon un groupe de défense des consommateurs, la gare figure parmi les 50 plus grandes d'Europe mais est classée dans les dix dernières de ces cinquante en matière de commodité.

## À proximité
La gare ayant été construite en même temps que le centre commercial du Forum des Halles, ce dernier est donc bien desservi par le RER et par le métro. Il est équipé d'un pôle cinéma comprenant la bibliothèque François-Truffaut, le Forum des images et l'UGC Ciné Cité Les Halles (27 salles de cinéma, le plus grand multiplexe français, qui est le complexe de cinéma européen le plus accessible par les transports en commun et le plus fréquenté), d'une piscine couverte de 50 m × 20 m, bordée d'une serre tropicale, d'une bibliothèque entièrement consacrée à la musique, la médiathèque musicale de Paris, de nombreuses enseignes dans des domaines aussi divers que l'habillement, le sport, les jeux vidéo, la restauration rapide, les livres, etc.

## Culture

### Cinéma
La gare est le théâtre de la scène du braquage par Richard Bohringer de convoyeurs de fonds du RER B dans le film Subway de Luc Besson sorti en 1985.

### Bande dessinée
La station est un des décors principaux de la bande dessinée Métro Châtelet direction Cassiopée de la série Valérian et Laureline, réalisée par Pierre Christin et Jean-Claude Mézières.

### Musique
Le flot incessant de voyageurs anonymes passant par cette gare pour se rendre au travail ou pour aller s'amuser dans Paris a inspiré la chanson Châtelet les Halles interprétée par Florent Pagny[réf. souhaitée].
La gare étant desservie par des lignes de RER en provenance et à destination de diverses communes populaires, elle est mentionnée par des rappeurs français dans les lyrics de leurs chansons, souvent pour raconter des anecdotes comme des balades entre potes, des rencontres avec des filles, le RER étant le moyen de transport associé à la culture urbaine des banlieues en Île-de-France. Ainsi, le rappeur Booba mentionne la gare dans sa chanson Mon Pays où apparait une certaine misère de la condition humaine, par opposition à son propre train de vie en voitures de luxe (« Adieu mon pays / Châtelet - Les Halles, le parvis / Je rôde en R8 à Boulbi »). On peut apercevoir sur le clip officiel l'un des quais de la gare.